# Palmina ossia la figlia del torrente
Palmina ossia la figlia del torrente (chiamata anche col nome: Palmina ovvero la figlia del torrente) è un ballo fantastico in cinque atti e sei quadri di Teodoro Martin sulla musica di Francisco Antonio Norberto dos Santos Pinto e Giacomo Panizza, che venne rappresentato al Teatro alla Scala di Milano durante il carnevale del 1853.

## Trama
Il balletto, ambientato in Svizzera e ispirato all'opera di Tullio Dandolo, la Svizzera pittoresca, racconta le vicende di Palmina, una delle ninfe figlie del torrente Orbe, della quale si era invaghito, non riamato, il perfido mago Almanzor. Costui, non sopportando di essere stato respinto, condanna Palmina a dover restare incatenata a un masso, sotto il controllo e il dominio del Cavaliere Nero, finché non giunga a liberarla un giovane da lei amato che per lei uccida il Cavaliere Nero.
Il primo atto si svolge all'interno della fucina di Giovanni Peters, dove ha luogo una festa per il suo onomastico cui partecipano tutti i lavoranti e le loro donne. Quando cala la notte, il festeggiato invita tutti i partecipanti ad avviarsi verso casa, per non imbattersi nelle Ninfe del torrente che sono solite tendere agguati agli uomini che di notte ne percorrono le rive. Donato, uno dei lavoranti, si fa beffe delle paure dei suoi colleghi e dichiara di essere pronto ad entrare nella grotta delle Ninfe per dimostrare loro che non c'è niente di cui aver timore.
Nel secondo atto, Palmina e le sue compagne intrecciano danze presso le loro grotte, ma, all'approssimarsi di Donato, fuggono via. Donato, giunto all'ingresso della grotta di Palmina con una torcia accesa in mano, ha un attimo di esitazione, ma poi entra coraggiosamente, deciso ad andare fino in fondo al suo proposito.
Nel terzo atto, Donato, spossato e senza più la torcia a fargli luce, esce dalla grotta, inciampa in un sasso e cade addormentato. Palmina lo vede e se ne innamora. Per lui trasforma la grotta in una reggia fantastica e invita le sue compagne ad avvicinarsi per guardarlo meglio mentre dorme. Quando si sveglia, Palmina e le ninfe sono fuggite e Donato non può far altro che restare ad ammirare a bocca aperta il luogo in cui si trova. Vorrebbe fuggire, ma Palmina e le ninfe gli chiudono la via e quando Palmina gli chiede come mai sia giunto in quel luogo, Donato risponde che voleva provare il suo coraggio e vedere cosa c'era nella grotta e conclude chiedendo pietà a Palmina, affinché risparmi la sua vita che pure, egli dice, le appartiene. Palmina gli dice che potrà avere tutto il suo amore a patto però che, quando lei se ne andrà, lui si trattenga dal seguirla, altrimenti renderà infelici lei e le sue compagne. Donato promette e Palmina e le ninfe fanno festa danzando. Un rumore improvviso, però, le mette in fuga e Donato è tentato di seguirle, ma il giuramento fatto lo trattiene. Tuttavia la curiosità e il sospetto sono troppo forti e Donato si ripromette di scoprire qual è il segreto di Palmina, anche a costo della vita. Mentre è dibattuto tra il tener fede al giuramento e lo spergiuro, appare la fata Morganda che gli accorda la sua protezione e lo scioglie dal voto, spiegandogli che Palmina l'aveva vincolato per proteggerlo, in quanto ella è prigioniera del Cavaliere Nero col quale dovrà battersi chiunque la ami e voglia liberarla. Donato riceve dalla fata una spada magica per affrontare il Cavaliere Nero e con quella in mano si dirige dal suo avversario.
Il quarto atto si svolge nella caverna del mago Almanzor, il quale è molto preoccupato perché ha letto nei suoi libri che l'ora della liberazione di Palmina è vicina e vuole a tutti i costi impedire che questo avvenga. Donato e la fata irrompono nell'antro e, in fondo ad esso, trovano Palmina incatenata e il Cavaliere Nero in procinto di tagliarle le vene. Donato e il Cavaliere Nero ingaggiano un duello dal quale Donato esce vincitore, liberando così Palmina dal maleficio e dalle catene. Scortati dalla fata stanno per uscire dall'antro, quando il mago Almanzor sbarra loro il passo. Il Genio del male e quello del bene si affrontano a duello e, dopo la vittoria del primo, la fata può condurre i due amanti nella sua reggia, mentre il perfido mago sprofonda nelle viscere della terra.
Nel quinto e ultimo atto, che si svolge nella reggia della fata, hanno luogo i festeggiamenti per Donato e Palmina, cui partecipano Ninfe e Geni.